# Barrage des Camboux
Le barrage des Camboux a été construit sur le Gardon d'Alès en 1957 afin d'alimenter en  eau la centrale thermique du Fesc qui alimentait elle-même en énergie les puits des mines de La Grand-Combe.
Il est situé pour moitié sur la commune de Sainte-Cécile-d'Andorge et moitié sur celle de Branoux-les-Taillades.

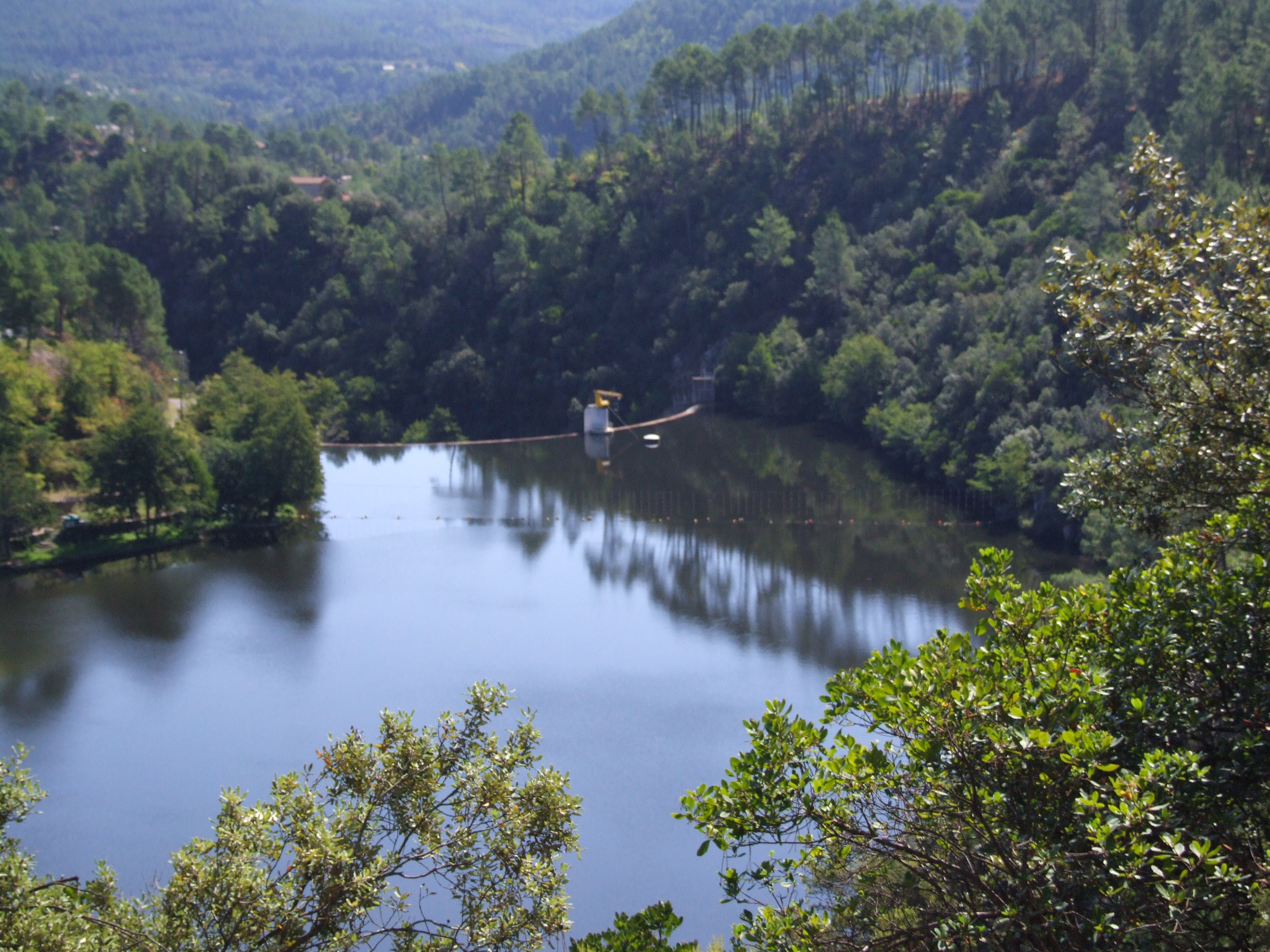
Le barrage vu du lac
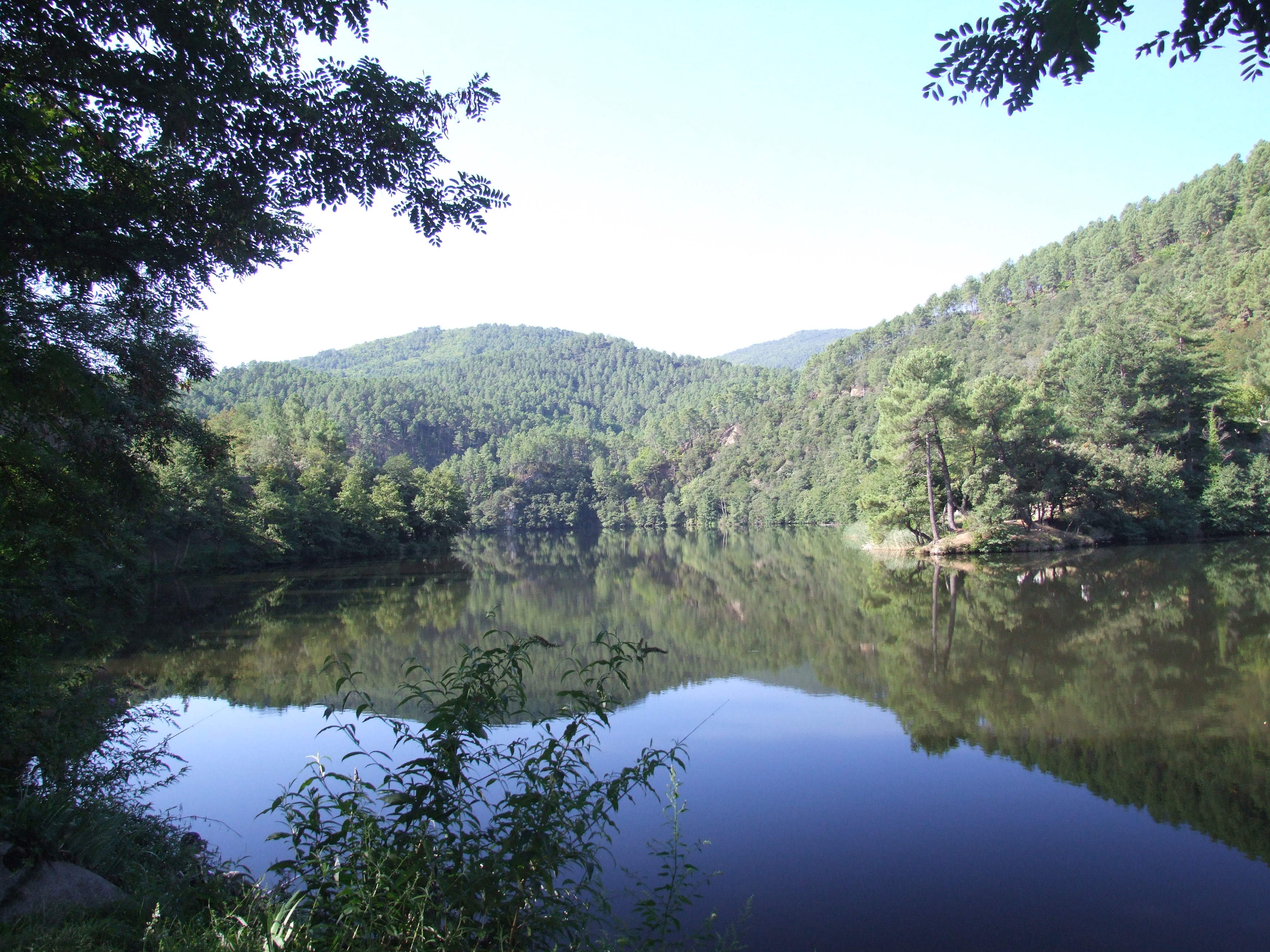
Le lac de Comboux
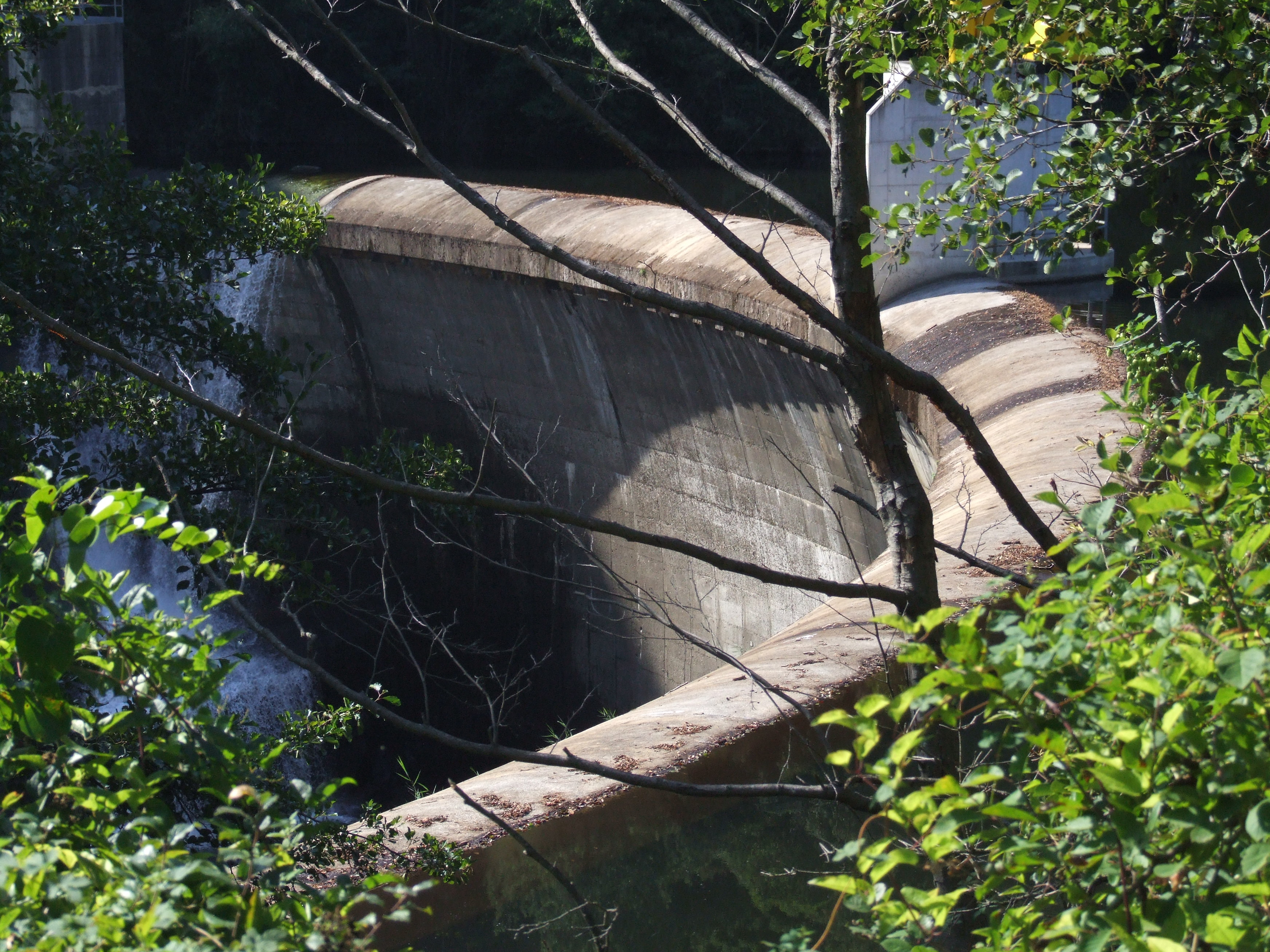
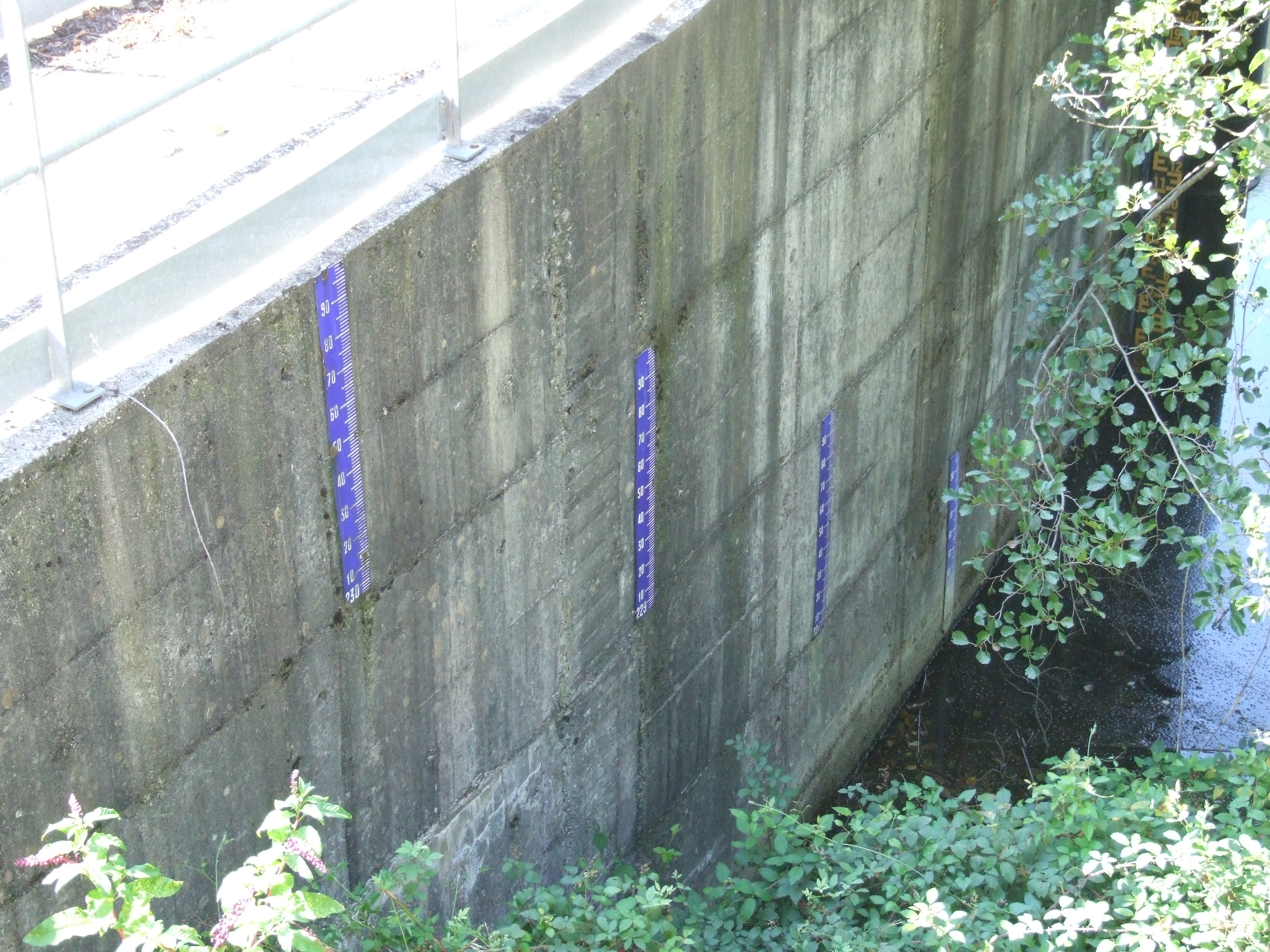
Les jauges de profondeur
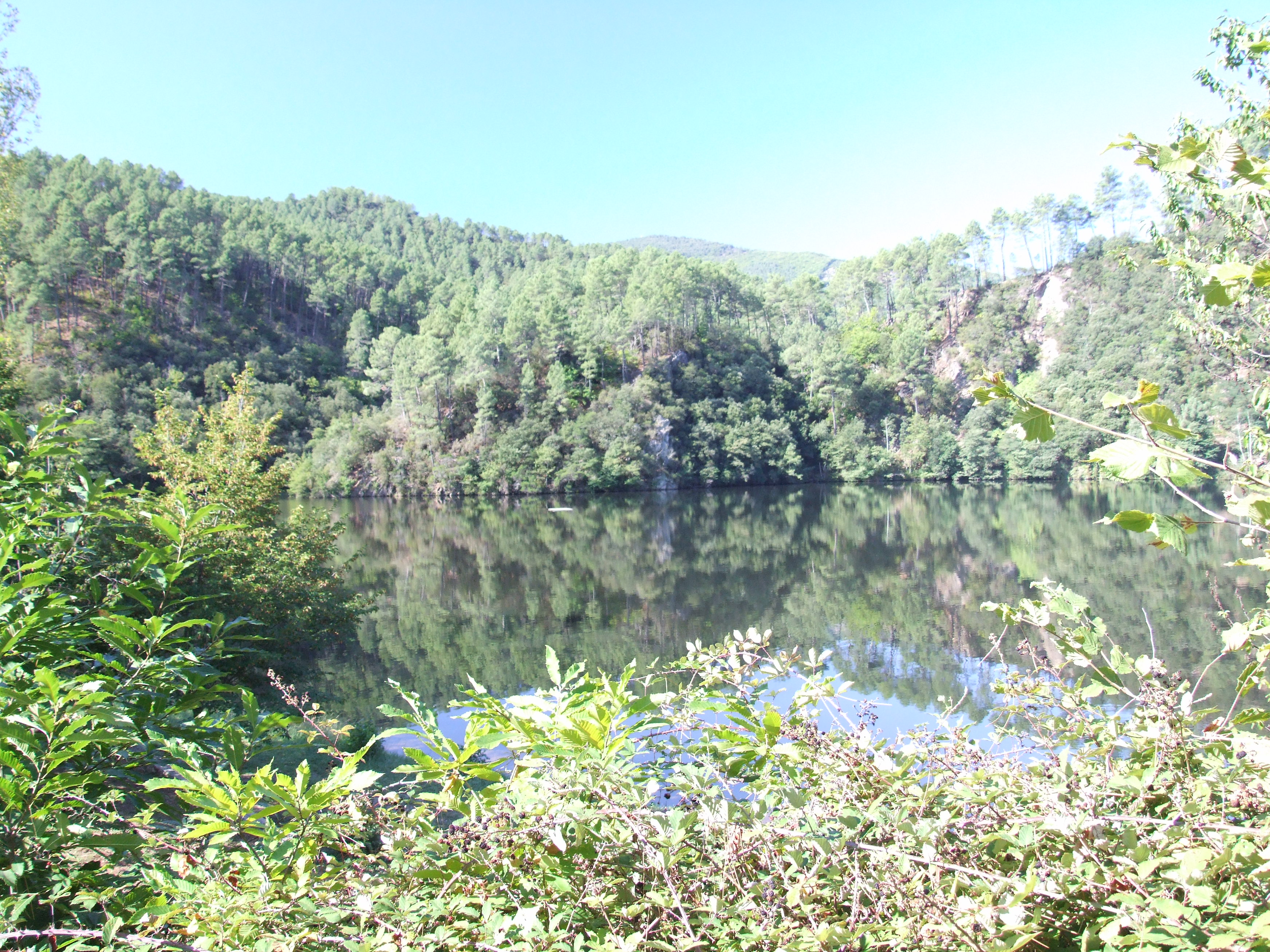
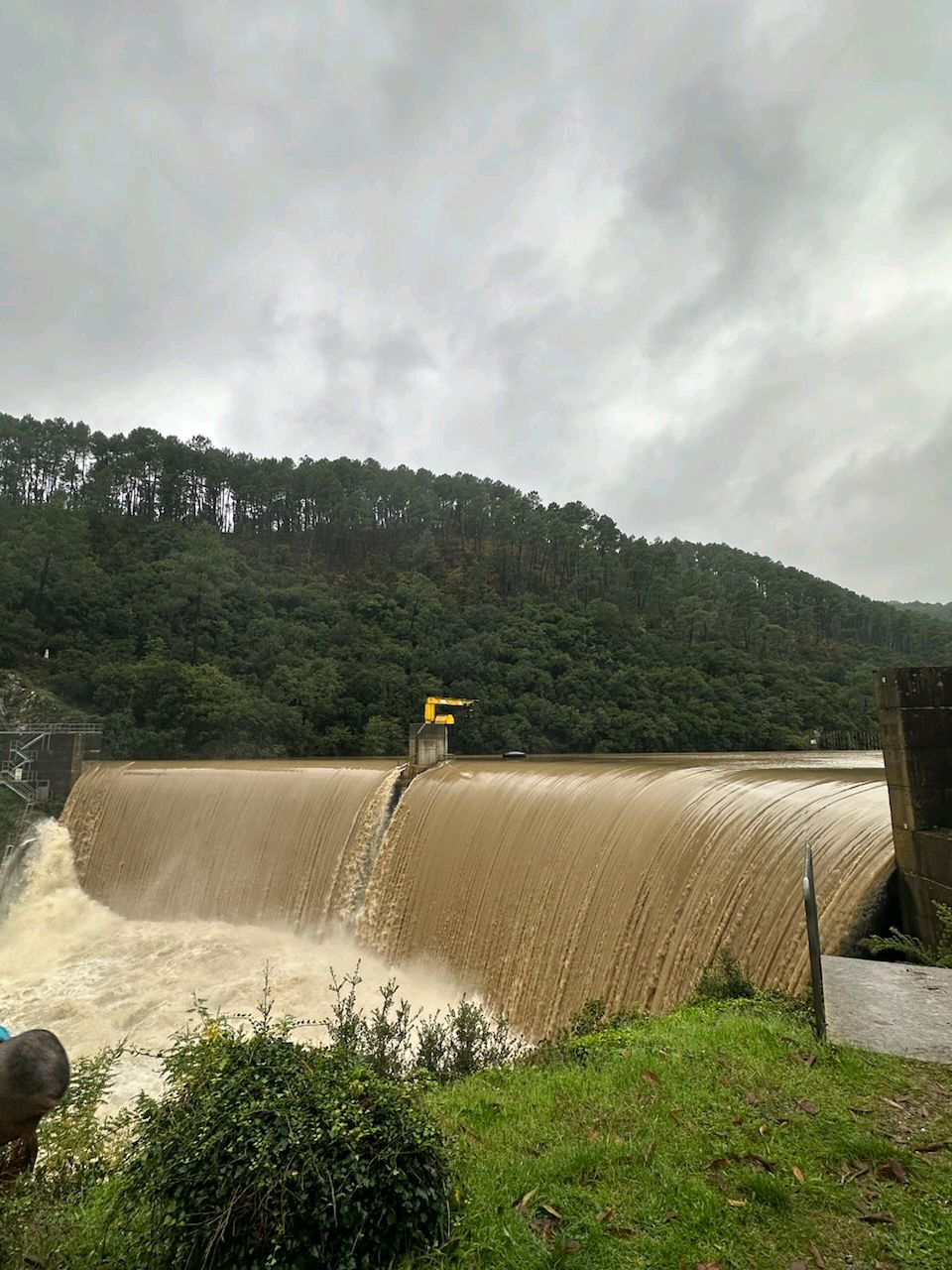
Le barrage après l'épisode cévenol du 19 octobre 2024.